# Hildesheim
Hildesheim (pronunciación en alemán: /ˈhɪldəsˌhaɪ̯m/ⓘ) es una ciudad alemana situada al sur del estado federado de Baja Sajonia. Constituye una de las ocho localidades más grandes de la región. Hasta el año 1974 fue una ciudad independiente. Los núcleos urbanos más importantes cercanos a Hildesheim son Hannover (a unos 30 km al noroeste) y Brunswick (a unos 40 km al noreste). Es sede episcopal católica (Obispado de Hildesheim) y ciudad universitaria.

## Historia

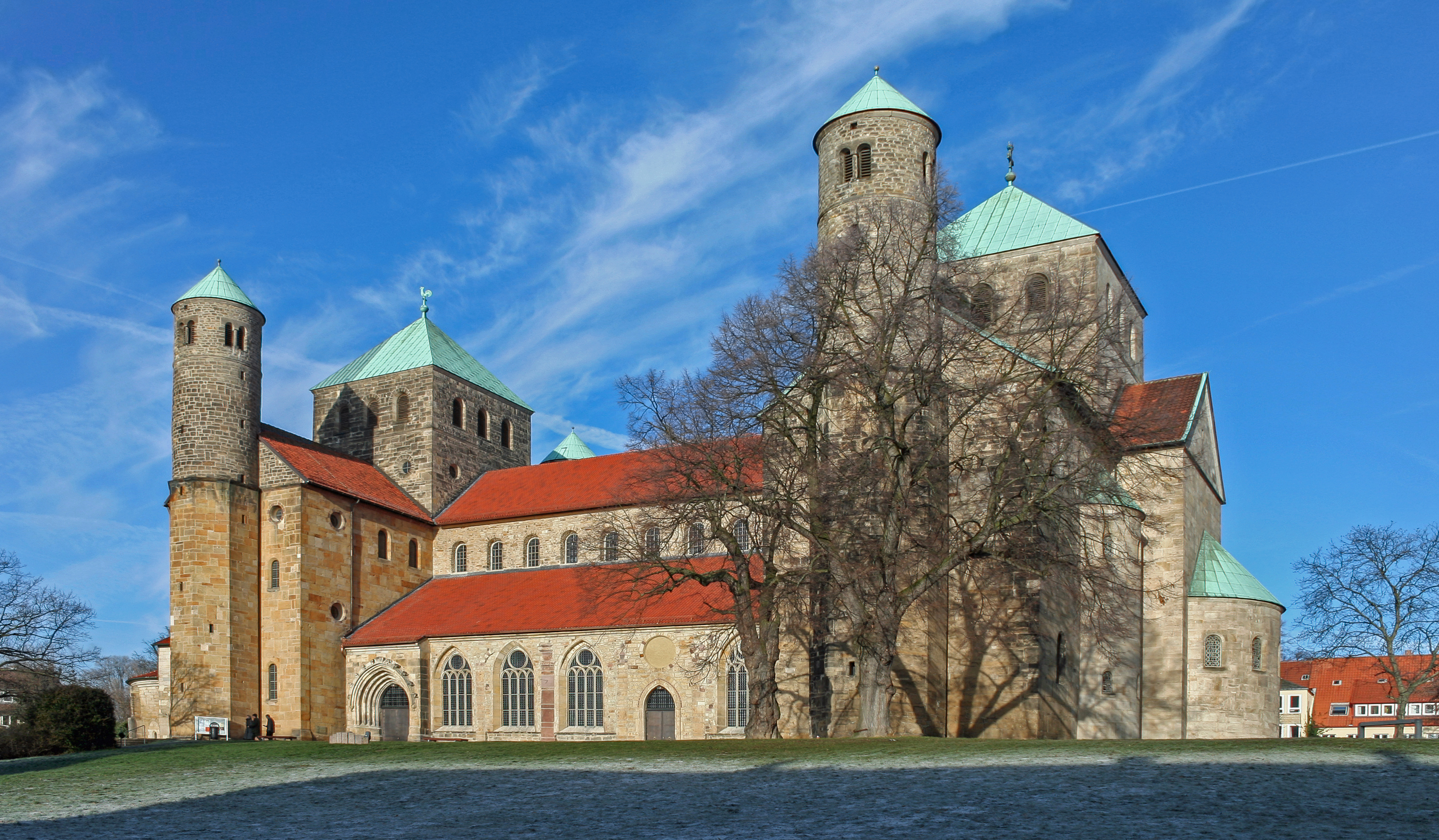
Iglesia de San Miguel de Hildesheim.

Hildesheim fue fundada en el año 815 como una sede episcopal. Es una de las ciudades más antiguas del Norte de Alemania. Durante la Edad Media fue una de las ciudades más importantes de Alemania. En 1215 fue fundada otra ciudad al lado de Hildesheim, la llamada Ciudad Nueva de Hildesheim que hasta 1583 funcionó como una ciudad independiente, fecha en la cual se anexó como uno de los distritos de Hildesheim.
En la Segunda Guerra Mundial, se destruyó el 43 % de la ciudad. Tras unirse con otras localidades cercanas en 1974, la población de Hildesheim superó los 100 000 habitantes y consiguió, de este modo, ser reconocida como ciudad. Los 103 000 habitantes de que dispone en la actualidad hacen de Hildesheim la menor de las grandes ciudades de Baja Sajonia. 

## Situación
Situada en el valle del Innerste, al sureste de Hannover. Cuenta con un puerto sobre un ramal del Canal Weser-Elba (en alemán Mittellandkanal). Su economía se basa en la construcción de maquinaria, industrias electrónicas, cosmética, del caucho y alimentaria (azúcar).

## Monumentos
Posee numerosos monumentos históricos y arquitectónicos: 
- Catedral de Santa María (Dom). La catedral de la diócesis de Hiildesheim fue consagrada en 872 y ampliada en los siglos XI, XII y XIV. En el interior se hallan varias obras de arte de la Edad Media: una columna y puertas de bronce de 1015, una pila bautismal de 1220 y otras. En el patio, se encuentran el rosal milenario y la gótica Capilla de Santa Ana (Annenkapelle, 1321). En 1985, la Catedral fue declarada Patrimonio de la Humanidad.[2]
- Iglesia de San Miguel (Michaeliskirche) del románico temprano, construida en 1010-1033. El techo de madera policromada del siglo XII es muy conocido. En 1985, la Iglesia fue declarada Patrimonio de la Humanidad.[2]
- La Casa Gremial de los Carniceros (Knochenhauer-Amtshaus) de Hildesheim es una casa con entramado de madera que fue construida en 1529, destruida en la Segunda Guerra Mundial y reconstruida entre 1984 y 1990. Se halla en la Plaza del Mercado, donde hay otras casas más con entramado de madera.
- Casa de los Templarios (Tempelhaus) en la Plaza del Mercado, casa gótica del siglo XIV con un mirador renacentista de 1591.
- Ayuntamiento (Rathaus) en la Plaza del Mercado, construido entre 1268 y 1290.
- Museo Roemer Pelizaeus, un museo de arte del antiguo Egipto de fama internacional.
- Iglesia de San Andrés (Hildesheim) (Andreaskirche), iglesia gótica del siglo XIV. Su torre con 114 metros de altura ofrece una vista panorámica maravillosa. Es la torre más alta del estado federado de Baja Sajonia. Frente a la iglesia se halla la Casa Pan de Azúcar puesto de punta de Hildesheim (Der Umgestülpte Zuckerhut). Se trata de una casa con entramados de madera muy conocida, originalmente construida en 1509, que fue destruida en 1945. Una asociación privada coleccionó los fondos necesarios para la reconstrucción que empezó en 2009. La casa fue inaugurada el 8 de octubre de 2010.
- Iglesia románica de San Gotardo (Godehardikirche), construida entre 1133-1172. Se halla en la Plaza de San Gotardo (Godehardsplatz) y posiblemente será declarada Patrimonio de la Humanidad.
- Casas con entramado de madera. La mayoría de las casas con entramado de madera de Hildesheim fue destruida durante la Segunda Guerra Mundial. Pero en el sur del centro, en el barrio histórico de la Ciudad Nueva de Hildesheim, Neustadt en alemán, hay algunas calles y callejuelas que no fueron afectadas por la destrucción, donde hay casas con entramado de madera de los siglos XVIII, XVII y XVIII. Se trata de las calles Bruehl, Hinterer Bruehl, Godehardsplatz, Gelber Stern, Kesslerstraße, Knollenstraße, Am Kehrwieder y Lappenberg. Una de las casas más antiguas y más bonitas es la Casa del Armero (Waffenschmiedehaus), construida en 1548, en la calle Gelber Stern. En frente de la Iglesia de San Gotardo se levanta la Casa Werner (Wernersches Haus) del año 1606 con obras de talla de madera en su fachada
- La iglesia protestante de San Lamberto, construida entre 1474 y 1488 en un estilo gótico tardío, es la iglesia principal del barrio histórico Ciudad Nueva.[3] Debido al bombardeo del 22 de marzo de 1945, una parte de la iglesia se derrumbó. Fue reconstruida en 1952 usando partes que sobrevivieron al derrumbe, como la pila bautismal del siglo XVI y el retablo del siglo XV.
- Monumento (1988) de la sinagoga en la calle Lappenberg, el centro de la antigua judería.
- Torre del Retorno (Kehrwiederturm) en el barrio Neustadt, construida en el siglo XIV, una parte de la muralla medieval.
- Magdalenengarten (Jardín de Santa Magdalena) es un parque barroco en el oeste del centro, con una parte de la muralla medieval bien conservada y muchos rosales diferentes. Aquí se encuentra también un Museo de Rosas (Rosenmuseum) y una viña.
- Iglesia de Santa Magdalena en el Antiguo Mercado, construida en el siglo XII.
- Iglesia de San Mauricio (Mauritiuskirche) en el barrio Moritzberg, a dos km del centro. La Iglesia del románico temprano fue construida en el siglo XI y cuenta con un claustro de la Edad Media muy bien conservado. La torre fue añadida en el año 1765. Los altares y el interior son barrocos. La iglesia se halla al lado de un bosque sobre una colina que ofrece una vista panorámica del centro de Hildesheim. En el barrio Moritzberg hay algunas casas con entramado de madera interesantes, por ejemplo, en la calle Bergstrasse.
- Monasterio de Marienrode (Kloster Marienrode) en el barrio Marienrode, a seis km del centro. El monasterio fue fundado en el año 1125 y tiene una iglesia gótica del siglo XIV. Se halla a las orillas de un lago romántico. Cerca del monasterio hay un gran molino de viento. En el barrio y en sus alrededores hay muchos cerezos, es muy pintoresco durante la florescencia de los cerezos.
- Castillo de Marienburg (Burg Marienburg) en el barrio Marienburg a seis km del centro al sudeste. Fue construido entre 1346 y 1349. Hoy es utilizado por la Universidad.
- Castillo de Steuerwald (Burg Steuerwald) en el norte de la ciudad a tres km del centro. Fue construido entre 1310 y 1313 y tiene una torre de 25 metros de altura que fue añadida en 1325. La capilla del castillo (Magdalenenkapelle), originalmente una capilla románica de 1310 dedicada a Santa Madalena, fue reedificada en 1507 en estilo gótico. Hoy sirve para conciertos.

La vida cultural de Hildesheim es muy dinámica, con un teatro municipal, salas de conciertos etc. Cada año tienen lugar varios festivales.

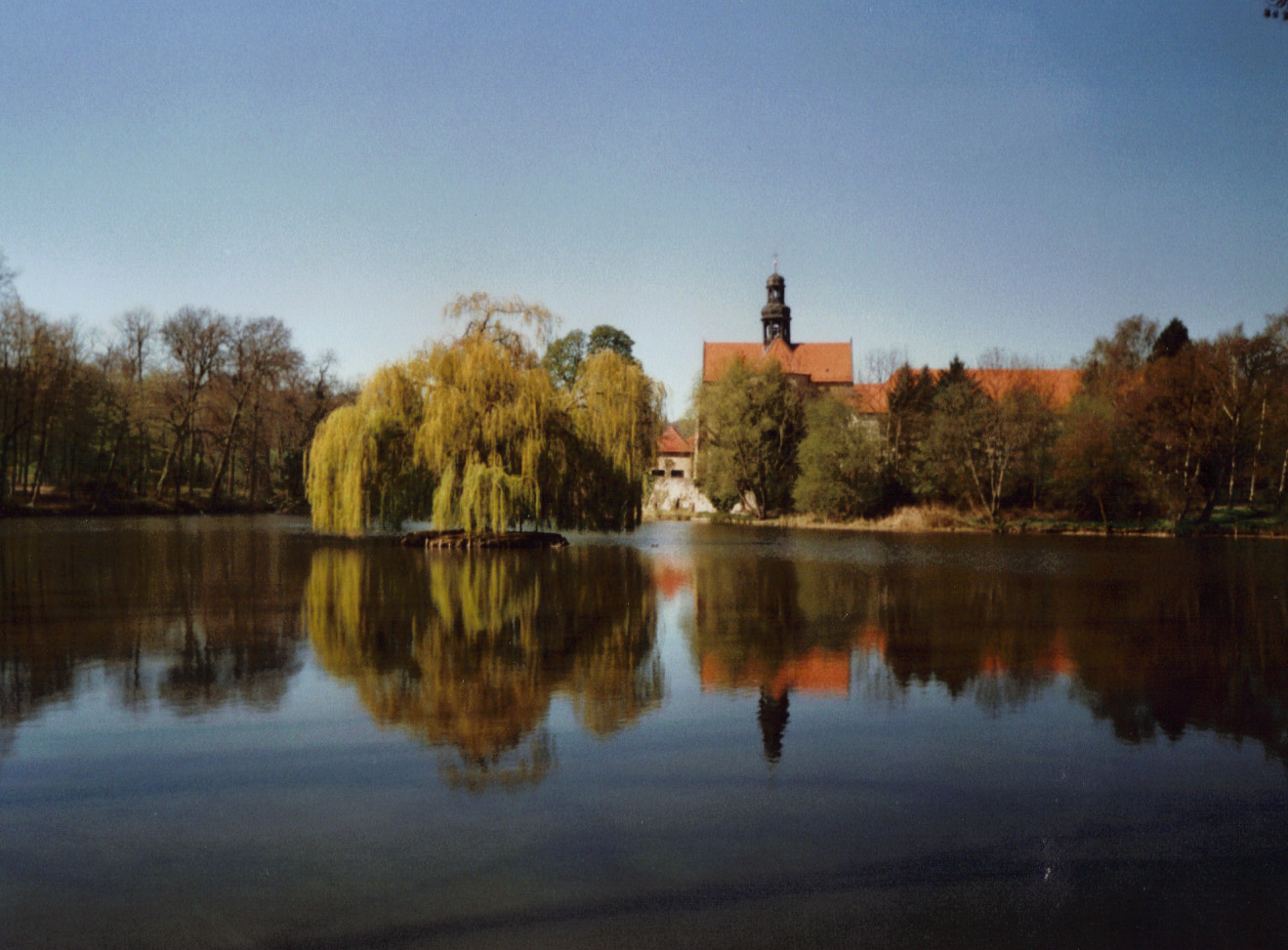
Monasterio en el barrio Marienrode
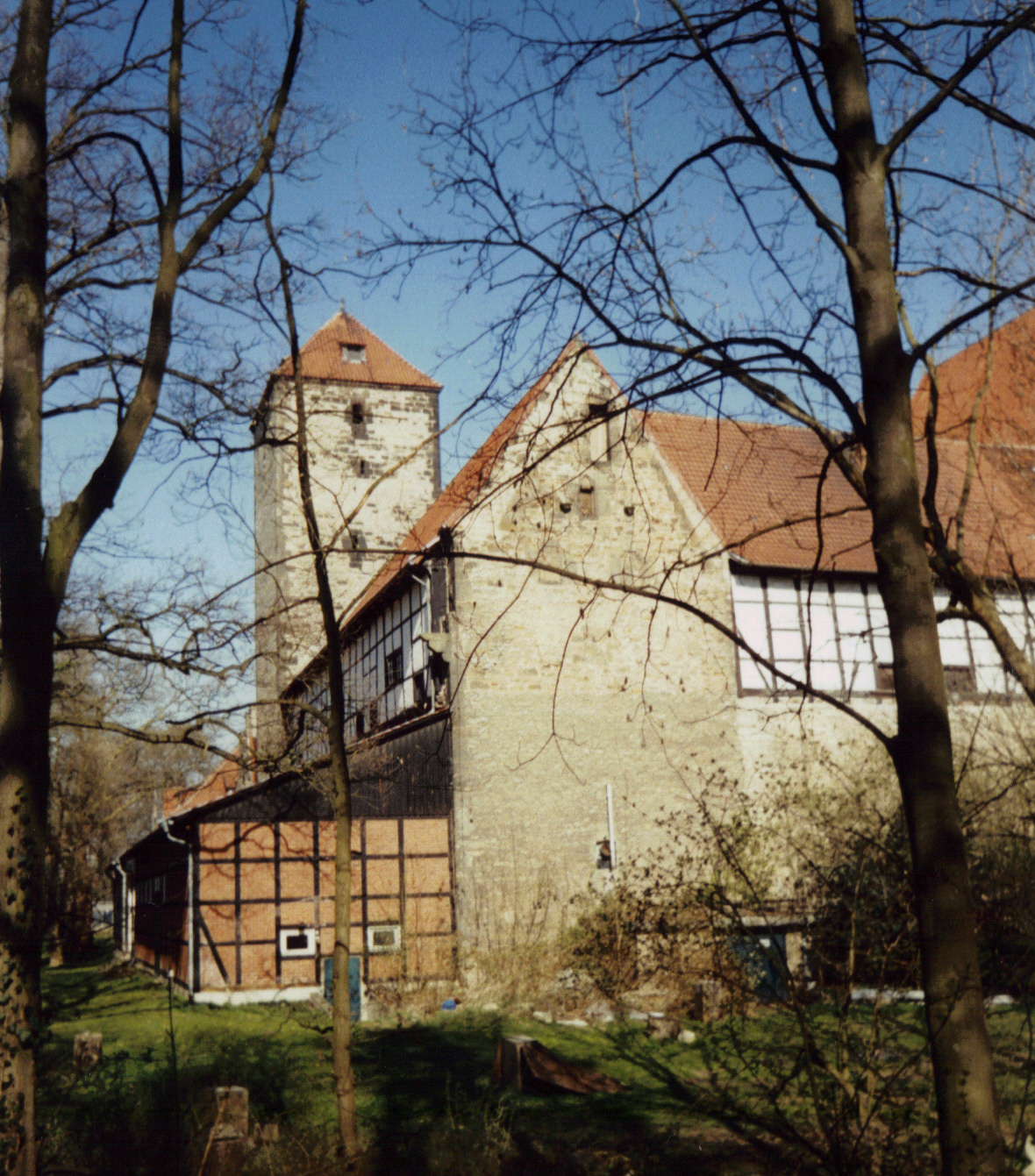
Castillo de Marienburg (1346-1349)
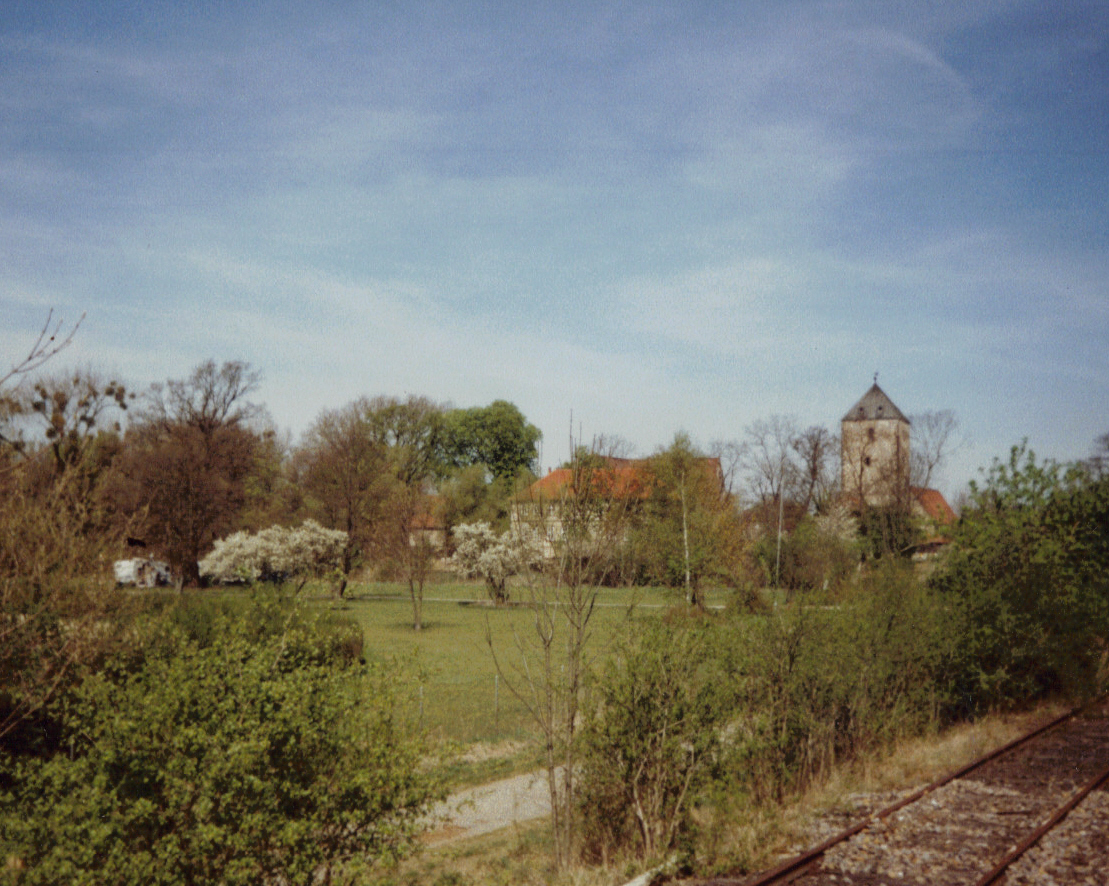
Castillo de Steuerwald (1310-1313)
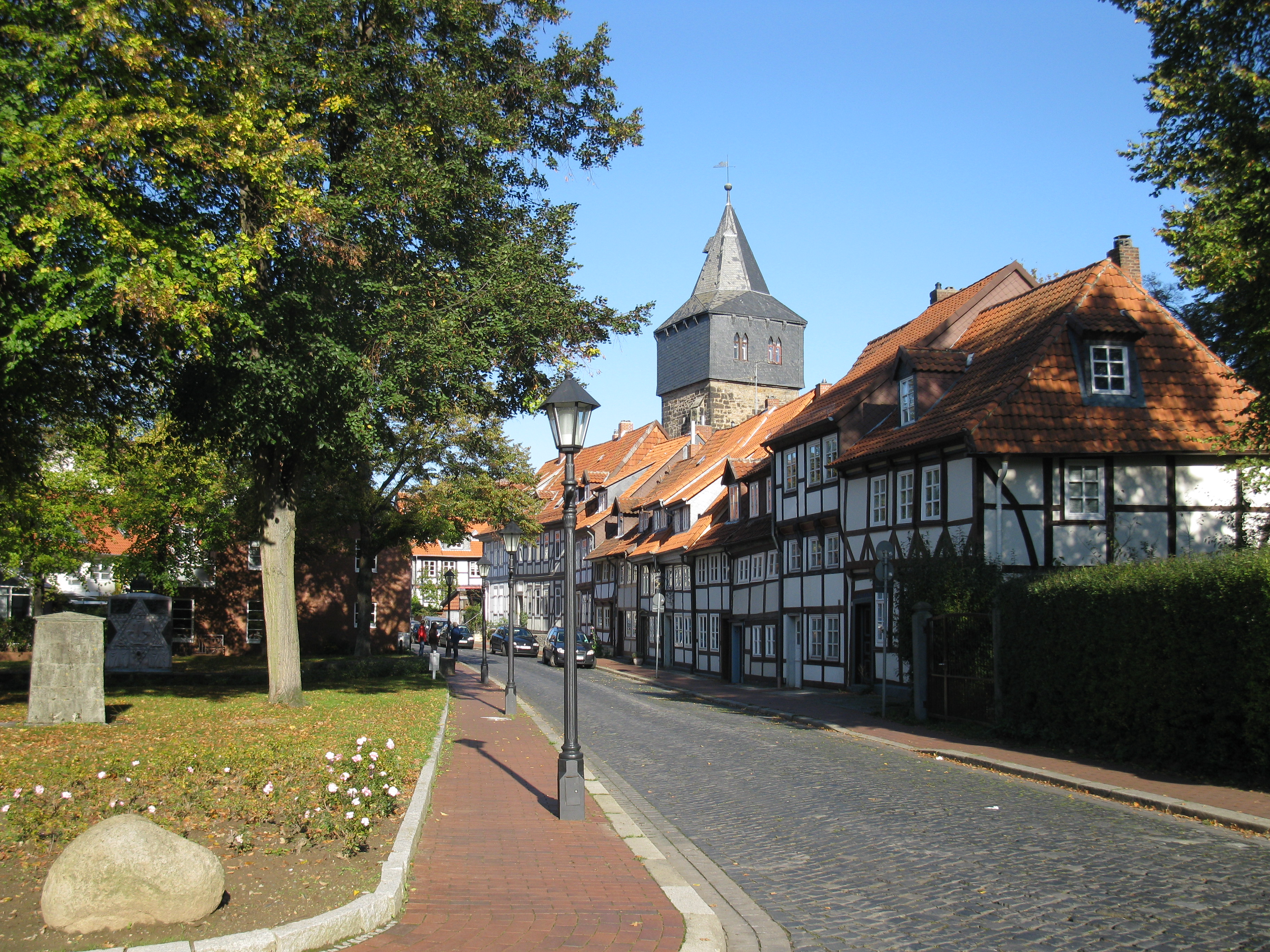
Calle Lappenberg en la antigua judería
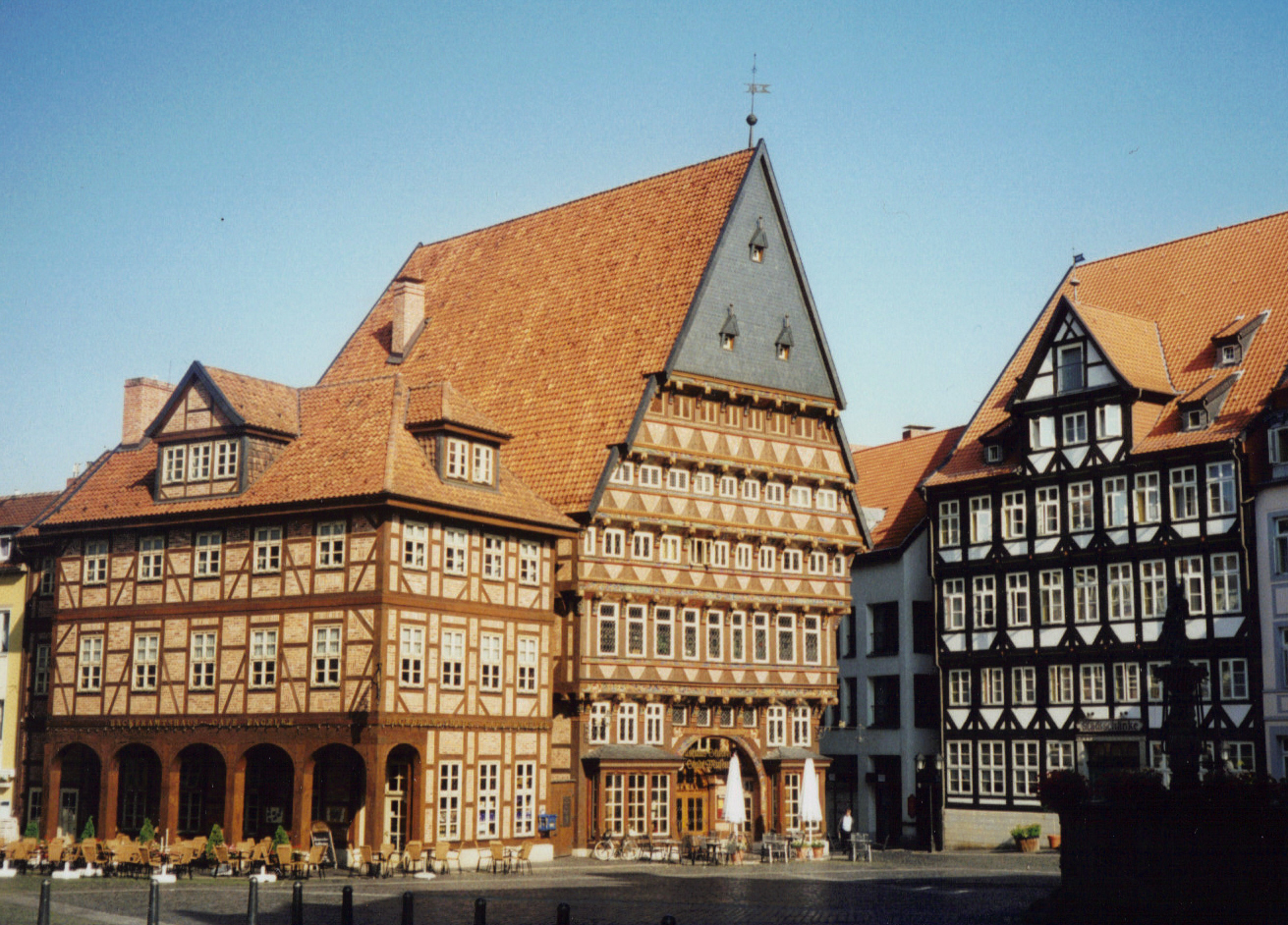
Plaza del Mercado con La Casa Gremial de los Carniceros (1529)
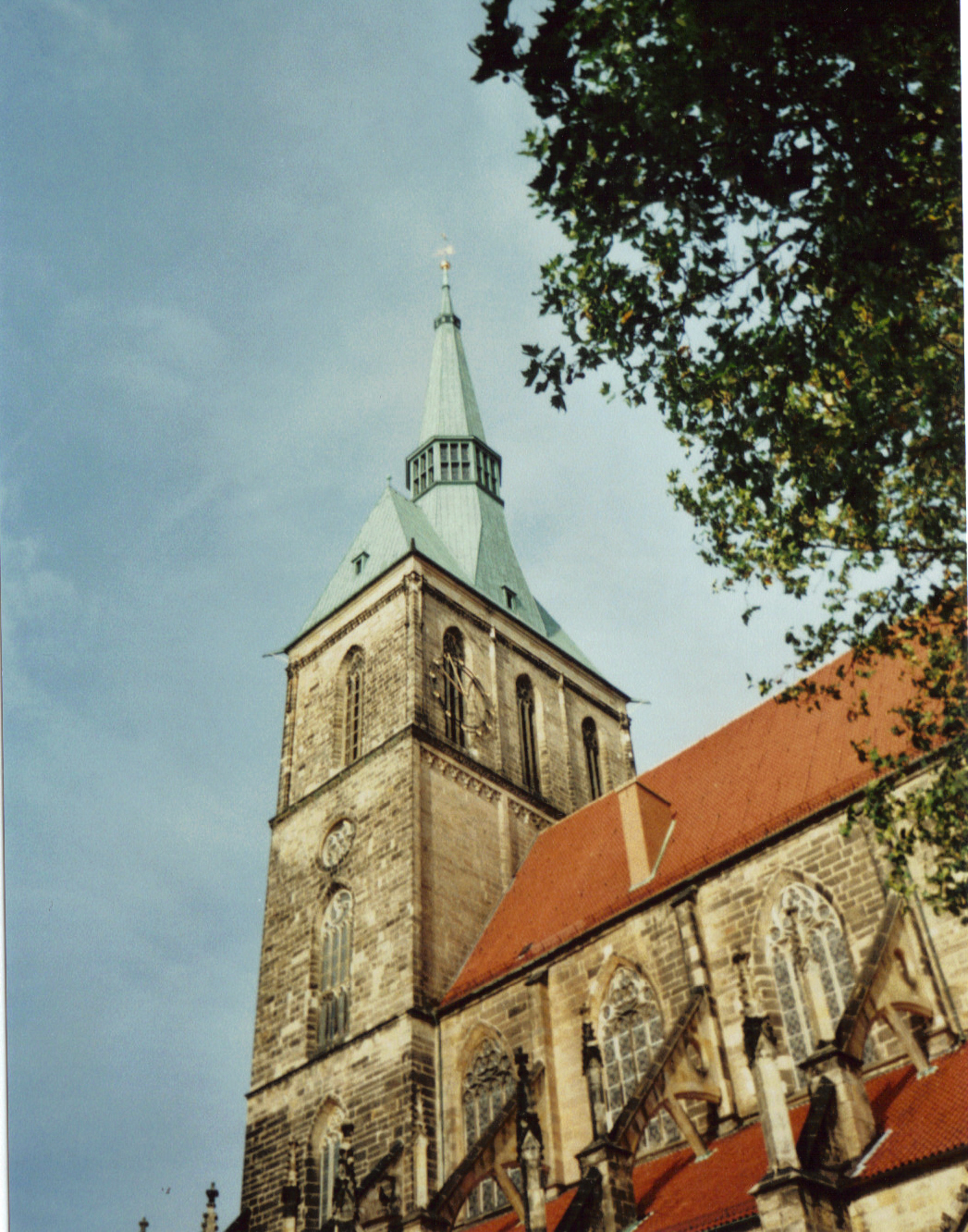
Iglesia de San Andrés (siglo XIV) con su torre de 114 m
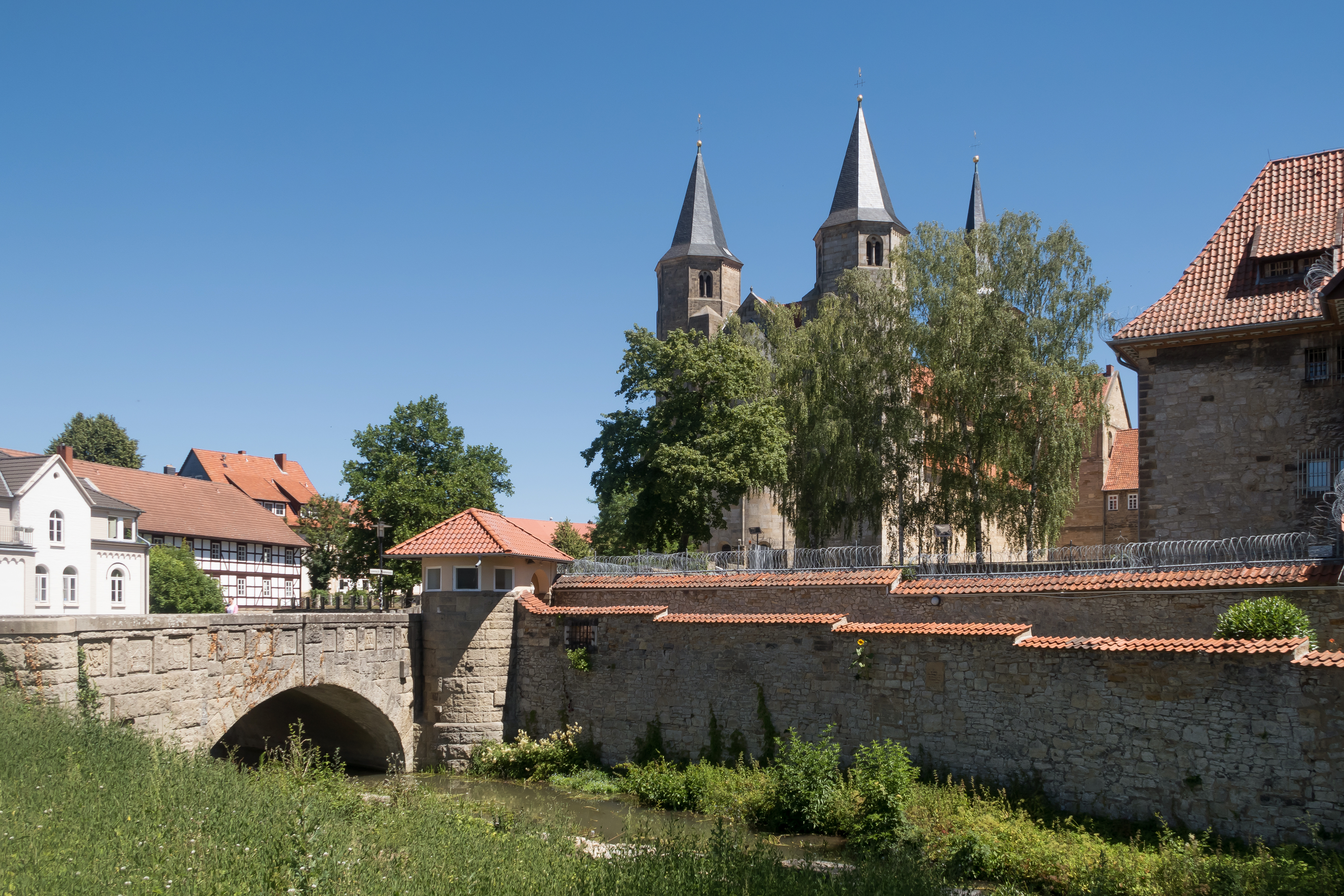
Basilika de San Gotardo
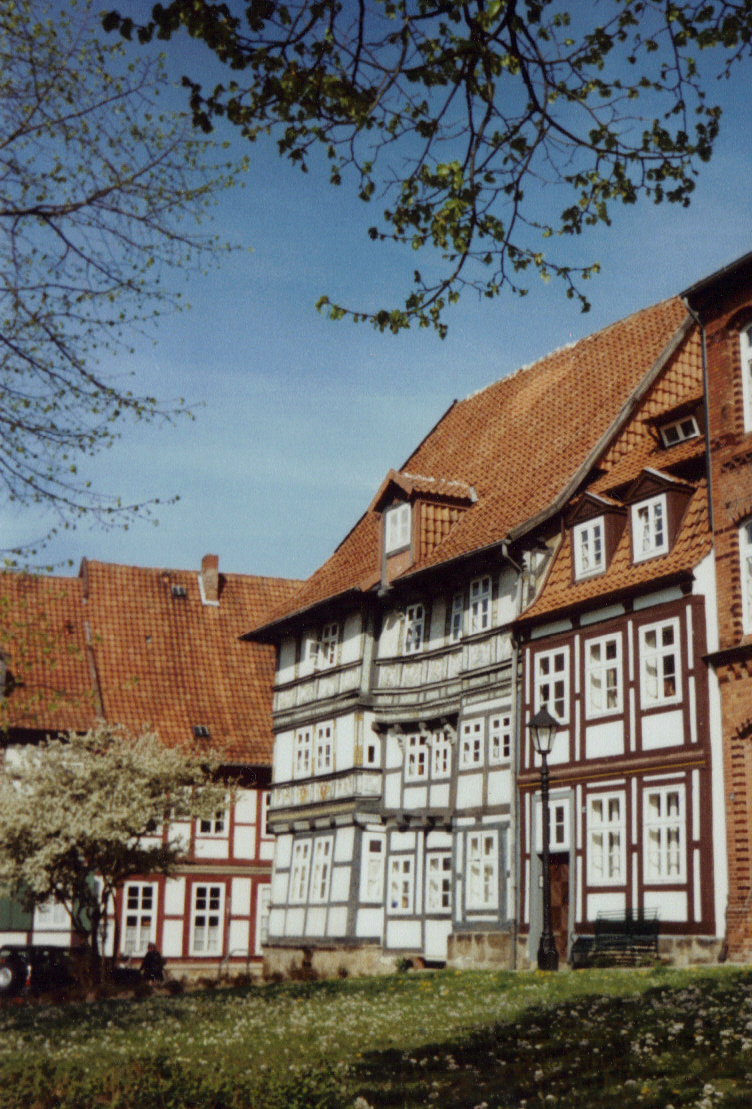
La Casa Werner (1606) es una casa con entramado de madera que tiene obras de talla de madera en su fachada

## Transporte
En la estación ferroviaria paran muchos trenes de alta velocidad. Los enlaces con Berlín, Fráncfort del Meno, Múnich, Hanóver y Stuttgart son muy buenos. La distancia al aeropuerto de Hanóver es de 45 km y al recinto ferial (Messe) de Hanóver es de 20 km.

## Ciudades hermanadas
Hildesheim está hermanada con:
- Angoulême, Francia (1965)
- Minya, Egipto (1975)
- Weston-super-Mare, Inglaterra, Reino Unido (1983)
- Gelendzhik, Rusia (1992)
- North Somerset, Inglaterra, Reino Unido (1997)
- Pavía, Italia (2000)